# Infinity Ward
Infinity Ward, Inc. je ameriški razvijalec videoiger. Razvili so videoigro Call of Duty (videoigra), skupaj s sedmimi drugimi deli serije Call of Duty. Infinity Ward so leta 2002, potem ko so prenehali delati v podjetju 2015, Inc.ustanovili Vince Zampella, Grant Collier in Jason West. Vseh 22 prvotnih članov ekipe Infinity Ward je prišlo iz ekipe, ki je delala na Medal of Honor: Allied Assault v 2015, Inc. Activision je v prvih dneh pomagal financirati Infinity Ward in odkupil 30 odstotkov podjetja. Prva igra studia, streljačina Call of Duty, ki se dogaja med drugo svetovno vojno, je bila za osebni računalnik izdana leta 2003. Dan po izidu igre je Activision kupil preostali del Infinity Warda in z zaposlenimi sklenil dolgoročne zaposlitvene pogodbe. Infinity Ward je nadaljeval s Call of Duty 2, Call of Duty 4: Modern Warfare, Call of Duty: Modern Warfare 2, Call of Duty: Modern Warfare 3, Call of Duty: Ghosts, Call of Duty: Infinite Warfare in Modern Warfare.
Soustanovitelj Collier je podjetje zapustil v začetku leta 2009 in se pridružil matičnenemu podjetju Activision. Leta 2010 sta bila West in Zampella odpuščena iz Activisiona zaradi "kršitve pogodbe in neskladnosti", kmalu sta ustanovila studio z imenom Respawn Entertainment. 3. maja 2014 je bil Neversoft združen v Infinity Ward.

## Zgodovina
Infinity Ward so leta 2002 kot oddelek Activision ustanovili Grant Collier, Jason West in Vince Zampella. [8] [4] Studio je ustanovilo več članov leta 2015 Games, LLC., Studia, ki je leta 2002 razvil uspešno medaljo časti: Allied Assault for Electronic Arts (EA). Nezadovoljni s trenutno pogodbo, ki so jo sklenili pod EA, Collier, West in Zampella je sodeloval z Activisionom, da bi pomagal ustanoviti Infinity Ward, ki je postal eden glavnih studiev v Activisionu za konkurenčno serijo Call of Duty. [9] Sprva je Activision Infinity Wardu zagotovil 1,5 milijona ameriških dolarjev za 30-odstotni delež v podjetju, da bi začel razvijati prvo igro Call of Duty, ki je v celoti prevzel lastništvo po uspešnem uvedbi naslova leta 2003. [10] V tem obdobju je bilo v studiu približno 25 zaposlenih, vključno s številnimi, ki so spremljali Collierja, Westa in Zampelo od leta 2015. Activision je Infinity Wardu omogočil veliko svobode pri razvoju naslovov. [10]
Kmalu po tej izdaji je Microsoft stopil v stik z Activisionom in poiskal naslov Call of Duty kot naslov za predstavitev prihajajoče konzole Xbox 360. [10] Infinity Ward se je strinjal, da bo Call of Duty 2 pripravil na objavo v zadnjem četrtletju 2005. Collier je dejal, da jim bo prošnja pomagala izgubiti stigmo, da so le razvijalci osebnih računalnikov, zato so potrojili, da bi zagotovili, da je različica konzole enakovredna svoje osebje na približno 75 zaposlenih. [10] Velik poudarek razvoja Infinity Warda je bil izboljšanje njegovega igralnega mehanizma, tako da je vključeval realistične posebne učinke, kot so dimne granate, ki ovirajo vid, ali krogle, ki se prebijajo skozi šibke materiale. Call of Duty 2 je bil velik uspeh, saj je imel 85-odstotno stopnjo priključitve na novo prodajo konzol Xbox 360 in že prvo leto prodal 1,4 milijona enot. [10] Na tej točki je Activision pripeljal Treyarcha, enega od svojih internih studiev, za pomoč pri razvoju dodatnih iger Call of Duty, pri čemer je Infinity Ward porabil čas in trud za izboljšanje motorja igre za eno igro, Treyarch pa je s posodobljenim motorjem ustvaril nov naslov. [10] Treyarch je izdal naslednje nadaljevanje Call of Duty 3, medtem ko je Infinity Ward sam razvil Call of Duty 4: Modern Warfare, ki je bil namesto, da bi se zgodil med drugo svetovno vojno, postavljen v sodobnem obdobju z izmišljenim konfliktom med velesilami. [10] V času izdaje Modern Warfare je imel Infinity Ward več kot 100 zaposlenih. [10]